# Андреев, Сергей Николаевич
Сергей Николаевич Андреев (узб. Andreyev Sergey Nikolay o‘g‘il; 19 сентября 1970) — советский и узбекский футболист, нападающий.

## Карьера игрока
В 1988—1989 проходил службу в узбекских клубах СКА и СКА-РШВСМ. В 1990 вместе с группой сослуживцев перешёл в «Шахтёр» (Ангрен). В том же году вышел вместе с «Пахтакором» в Высшую лигу. В 1991 году весь сезон отыграл за наманганский «Навбахор» в первой лиге.
В 1992 в составе симферопольской «Таврии» выиграл первый чемпионат Украины, участвовал в матче Лиги чемпионов.
С 1994 года играл в Высшей лиге Узбекистана, завоевывал медали чемпионата и Кубок Узбекистана в составе «Навбахора» и «Нефтяника».
В январе 1998 на сборах в ОАЭ сыграл товарищеский матч против самарских «Крыльев Советов». Летом 1998 дебютировал в российском чемпионате в составе «Крыльев». Сыграл 3 матча в первенстве страны, участвовал в матче 1/16 финала Кубка России.
В 2002 до сентября играл за иркутскую «Звезду». В сезонах 2001/02 и 2002/03 играл в индийских клубах. В 2003 вернулся в Узбекистан, где и завершил карьеру игрока.
Тренерскую карьеру начал с 2006 года, когда занял должность тренера ПФК «Локомотив» (Ташкент). Вместе с командой стал бронзовым призёром 2013 года.

## Достижения
- Золото Чемпионата Украины — 1992
- Золото Чемпионата Узбекистана — 1995
- Серебро Чемпионата Узбекистана — 1996
- Бронза Чемпионата Узбекистана — 1994, 1997
- Бронза Лиги чемпионов АФК — 1994/1995
- Обладатель Кубка Узбекистана — 1996